# Gaetano Pugnani
Giulio Gaetano Gerolamo Pugnani (født 27. november 1731 i Turin, død 15. juli 1798 sammesteds) var en italiensk violinist.
Pugnani studerede under Somis, der var elev af Corelli, og førte igen traditionerne fra disse den gamle italienske skoles mestre videre gennem sine elever, blandt andre Viotti. I 1752 blev Pugnani violinist i hoforkestret i Turin, 1754-70 foretog han talrige koncertrejser og opholdt sig længere tid i Paris og i London, hvor han en tid stod i spidsen for operaen. I 1770 slog han sig ned i sin fødeby som hofkapelmester. Pugnani har også skrevet en stor del musik, 7 operaer, 9 violinkoncerter, sonater, kvartetter, kvintetter og så videre.